# Amblygobius tekomaji
Amblygobius tekomaji е вид лъчеперка от семейство Попчеви (Gobiidae). Видът е незастрашен от изчезване.

## Разпространение и местообитание
Разпространен е в Британска индоокеанска територия (Чагос), Мавриций, Малдиви, Мозамбик и Сейшели.
Среща се на дълбочина от 1 до 15 m, при температура на водата от 26 до 28 °C и соленост 34,6 – 35,2 ‰.

## Описание
На дължина достигат до 3,8 cm.